# Колић (презиме)
Колић је српско-хрватско презиме. Значајни људи са презименом су:
- Дарко Колић (1971), српски фудбалер
- Рефик Колић (1965), босанскохерцеговачки певач народне музике